# Andreas Veerpalu
Andreas Veerpalu (Otepää, 24 maggio 1994) è un fondista estone.
È figlio di Andrus, a sua volta fondista.

## Biografia
Attivo dal febbraio del 2011, Veerpalu ha esordito in Coppa del Mondo il 17 gennaio 2015 a Otepää (67º), ai Campionati mondiali a Lahti 2017 e ai Giochi olimpici invernali a Pyeongchang 2018. Ai Mondiali di Seefeld in Tirol 2019 è stato fermato dalla polizia austriaca, assieme al compagno di nazionale Karel Tammjärv e ad altri tre atleti, per esser stato colto in flagrante mentre faceva uso di doping (Operazione Aderlass); è stato rilasciato il giorno successivo dopo aver ammesso la propria responsabilità e collaborato con le autorità. Veerpalu è stato squalificato per quattro anni e tutti i suoi risultati ottenuti a partire dai Mondiali di Lahti 2017 sono stati annullati.